# Tvangsbehandling (psykiatri)
Tvangsbehandling i psykiatrien omfatter dels tvangsindlæggelse og dels brug af tvang under indlæggelsen.

## Tvangsindlæggelse
Tvangsindlæggelse indebærer at en psykisk syg patient indlægges mod sin vilje. Det er ifølge loven et krav, at patienten er er sindssyg, dvs. psykotisk .
Tvangsindlæggelse finder sted, hvis en lægefaglig vurdering fastslår, at det ikke er forsvarligt at udskrive patienten – enten fordi vedkommendes tilstand vil blive forværret, eller fordi vedkommende vil være til fare for sig selv eller andre. En tvangsindlæggelse kan også finde sted, selvom patienten ikke er indlagt i forvejen. Det er i Psykiatriloven præciseret, at indlæggelsen så vidt muligt skal ske med patientens samtykke.

### Gule og røde papirer
Ifølge psykiatrilovens §7 skal en læge tilse patienten. Lægen må udfylde en lægeerklæring om tvangsindlæggelse, som fungerer som rekvisition til politiet. Den findes på to niveauer, de såkaldte gule og røde papirer.
I begge tilfælde kræves det, at en læge vurderer, at patienten er sindssyg (eller noget ganske tilsvarende). Tvangsindlæggelse på fareindikation, med røde papirer, kræver desuden, at patienten er farlig for sig selv eller andre. Den gule erklæring bruges, hvis lægen mener, at patienten ikke er farlig, men "udsigten til helbredelse eller en betydelig og afgørende bedring af tilstanden ellers vil blive væsentlig forringet".
Lægeerklæringen sendes til politiet og videre til et indlæggelsessted. Når indlæggelsesstedet er klar, indlægger politiet personen. Indlæggelsesstedets personal indlægger dem på en afdeling (lukket afdeling).
Folketinget fører særligt tilsyn med tvangsindlagte patienter og andre administrativt frihedsberøvede gennem §71-tilsynet, ligesom patienten kan klage over en tvangsindlæggelse til Patientklagenævnet.

## Tvang under indlæggelse
21,2 % af de indlagte i den danske psykiatri blev i 2007 blev udsat for tvang.

### Åben og lukket afdeling
Indlæggelse på en lukket afdeling indebærer i sig selv en form for tvang. Der er dog forskel på, om patienten er tvangsindlagt eller frivilligt indlagt. Selv om man er indlagt frivilligt, kan tilbageholdelse ske med tvang.

### Medicinering
Tekst mangler, hjælp os med at skrive teksten

### Fiksering
På danske afdelinger behandles patienter ved at binde dem til en seng. Dette er forbudt i England. På engelske isolationsstuer (”seclusion rooms”) bruges kemiske stoffer, der lammer kroppen (”kemisk fiksering”). Dette er forbudt i Danmark (§14).
European Committee for the Prevention of Torture and Inhuman or Degrading Treatment or Punishment (CPT), en komité under Europarådet, kritiserer ”physical immobilisation” dvs. fiksering.

## Lovgrundlag
Loven om tvang i psykiatrien hedder psykiatriloven.
Indlagte har ret til at klage til det psykiatriske patientklagenævn. Hvis en indlagt var bundet fast i 48 timer, skal en anden læge vurdere, om han skal løses.